# NGC 6112
NGC 6112 је елиптична галаксија у сазвежђу Северна круна која се налази на NGC листи објеката дубоког неба.
Деклинација објекта је + 35° 6' 39" а ректасцензија 16h 18m 0,5s. Привидна величина (магнитуда) објекта NGC 6112 износи 14,4 а фотографска магнитуда 15,4. NGC 6112 је још познат и под ознакама MCG 6-36-17, CGCG 196-28, NPM1G +35.0371, KUG 1616+352A, PGC 57762.